# Torre Àngela Ferreres
La Torre Àngela Ferreres és un edifici modernista situat a la cruïlla dels carrers de Portolà i d'Espinoi, al barri del Putxet de Barcelona. Està catalogat com a bé cultural d'interès local.

## Història
Va ser projectada el 1905 per l'arquitecte Salvador Puiggrós i Figueras com a residència d'estiu d'Àngela Ferreres. Hi va viure la cupletista Maria Yáñez, coneguda com a Bella Dorita.
El 1988 se'n va segregar la part més oriental per a poder bastir-hi un edifici d'habitatges.

## Descripció
Es tracta d'un immoble aïllat en una parcel·la de grans dimensions amb jardí. Consisteix en un semisoterrani bastit per a vèncer el fort pendent de la parcel·la, una planta baixa i dos pisos. En destaca de manera notòria la torre, que en sobresurt.
Els elements arquitectònics i decoratius més emblemàtics d'aquest immoble són la esmentada torre, coronada amb una coberta en con, amb escates de ceràmica vernissada vermella. Les obertures que té són estretes i allargades, senzilles. També en destaca una tribuna on destaquen les sinuoses formes i un tractament acurat dels estucs de la façana, amb esgrafiats, avui dia poc visibles.